# Il mistero della camera gialla
(da Il mistero della Camera Gialla di Gaston Leroux)
Il mistero della camera gialla (titolo in lingua originale Le Mystère de la chambre jaune) è un romanzo poliziesco del 1907 dello scrittore francese Gaston Leroux.

## Trama
Sul quotidiano "Le Matin" del 26 ottobre 1892 viene riportata una notizia che ha dell'incredibile. La figlia di un noto scienziato, la signorina Mathilde Stangerson, è la vittima di un tentato omicidio. Il luogo dell'aggressione è la camera gialla, la stanza da letto della donna, e pare che al momento dell'attentato la porta e la finestra, dotata di inferriate,  fossero chiuse dall'interno mentre testimoni insospettabili, il padre e il domestico, dall'esterno della stanza ascoltavano impotenti le urla della donna; ciò rende assolutamente inspiegabile come l'autore del tentato assassinio sia potuto fuggire dopo il crimine.
Accompagnato dall'avvocato Sainclair, il giornalista Joseph Josephin, soprannominato Rouletabille per la sua testa piccola e rotonda, si reca al castello di Glandier dove è avvenuto il caso e incontra sul luogo il famoso ispettore Frédéric Larsan. I due vengono a sapere che il fidanzato della signorina Stangerson, Robert Darzac, non era presente nel momento dell'aggressione e che sono stati arrestati i guardiani della residenza con l'accusa di essere suoi complici.
Tra i vari oggetti trovati nella camera gialla ci sono la pistola usata per difendersi dall'aggressore e un grosso osso di montone, la probabile arma del delitto; in seguito lo stesso Rouletabille troverà un capello biondo di donna sullo spigolo di un comodino di marmo. Viene rilevata un'impronta di scarpa e quella di un pacco di grosse dimensioni, che fanno supporre a Rouletabille che il movente dell'attentato sia stato il furto. L'ipotesi viene avvalorata quando essi vengono a sapere che da una cassaforte, la cui chiave era stata smarrita dalla figlia insieme alla borsetta, erano stati trafugati alcuni documenti relativi a importanti esperimenti scientifici del dottor Stangerson.
Nonostante la polizia, coordinata dal capo della Sûreté Frédéric Larsan, arresti Robert Darzac, Rouletabille prosegue per conto proprio le indagini, seguendo lo sviluppo della vicenda che si svolge soprattutto nel castello degli Stangerson. Alcuni giorni dopo si verifica un altro attentato alla vita della signorina Stangerson, dopo il quale il criminale apparentemente scompare nel nulla mentre viene inseguito nei corridoi del castello da Rouletabille e Larsan. Il mistero si infittisce ulteriormente quando il capo guardiacaccia viene ritrovato a sua volta  assassinato nel cortile. Rouletabille rivela a questo punto al suo amico Sainclair che ha risolto l'enigma e sa chi è l'assassino, e parte per un viaggio con destinazione ignota, per cercare le prove.
Il giorno del processo a Darzac, Rouletabille rivela il nome del colpevole e di chi si cela sotto quel nome: È un uomo che vi è sempre sfuggito... e che voi avete a lungo e vanamente inseguito... Se è stato meno in gamba di me - aggiunse Rouletabille, ridendo di cuore e ridendo da solo, poiché nessuno aveva più voglia di ridere... - è più in gamba di tutte le polizie della terra. Quell'uomo che, da quattro anni, si è introdotto alla Sûreté, e vi è divenuto celebre con il nome di Frédéric Larsan, è altrimenti celebre sotto un altro nome che voi conoscete bene. Frédéric Larsan, signor presidente, è Ballmeyer!
Nei mesi precedenti il processo, Rouletabille si era recato negli Stati Uniti d'America e aveva scoperto la verità: la signorina Stangerson, che in gioventù abitava negli Stati Uniti col padre, si era innamorata, in giovane età, di un tal Jean Roussel (falso nome di Ballmeyer, un noto criminale francese). Malgrado il signor Stangerson si fosse opposto alla relazione, i due si erano sposati in gran segreto. Poco dopo il matrimonio il Jean Roussel era stato arrestato e Mathilde Stangerson era ritornata a casa, senza nulla rivelare al padre.
Dopo quindici anni Ballmeyer era ritornato in Francia, dove era riuscito sotto falso nome a scalare i vertici della Sûreté parigina diventandone presto il capo; e dopo altri tre anni aveva cercato di impedire a ogni costo il matrimonio tra Darzac e Mathilde, indirizzando i sospetti della polizia sul fidanzato della vittima.
Larsan riesce a scappare il giorno del processo avvertito proprio da Rouletabille (che cita la sua fuga proprio come prova lampante e definitiva della sua colpevolezza); viene ricercato invano: Invano si cercò Frédéric Larsan.

## Critica
Il mistero della Camera Gialla, scritto da un esperto giornalista come Leroux che, come il predecessore Émile Gaboriau, possiede lo stesso senso dell'imprevisto, delle personalità doppie e di tutte quelle coincidenze che risultano quasi incredibili, pubblicò questo romanzo che può essere considerato, come scrive Giorgio Ghidetti "... il più brillante e insuperato enigma della camera chiusa (cioè un romanzo poliziesco la cui trama è imperniata su una stanza chiusa), dove le sorprese che attendono il lettore creano una vera sfida alla logica: è il caso in cui la detection viene superata dal mistero". Il romanzo è composto da 29 capitoli tutti intitolati. Nella quarta di copertina del volume 442 de I classici del giallo Mondadori c'è scritto che questo romanzo è uno dei capolavori della narrativa poliziesca e che anche lo scrittore John Dickson Carr lo ha definito il più bel mystery mai scritto.
In un sondaggio effettuato nel 1981 tra gli iscritti della prestigiosa associazione Mystery Writers of America, che riunisce i migliori scrittori di polizieschi degli Stati Uniti, il romanzo venne votato al terzo posto assoluto in una classifica dei migliori enigmi della camera chiusa, subito dopo Le tre bare di John Dickson Carr e L'orlo dell'abisso di Hake Talbot.

## Filmografia
- Il mistero della camera gialla (Le Mystère de la chambre jaune) (1913)
- Il mistero della camera gialla (The Mystery of the Yellow Room), regia di Émile Chautard (1919)
- Le Mystère de la chambre jaune, regia di Marcel L'Herbier (1930)
- El misterio del cuarto amarillo, regia di Julio Saraceni (1947)[7]
- L'artiglio nero (Le Mystère de la chambre jaune), regia di Henri Aisner (1949)
- Il vendicatore folle (Le parfum de la dame en noir), regia di Louis Daquin (1949)
- Le Mystère de la chambre jaune, regia di Jean Kerchbron - film per la televisione (1965)
- Il mistero della camera gialla (Le mystère de la chambre jaune), regia di Bruno Podalydès (2003)

## Edizioni italiane
- Il mistero della camera gialla, Salani, Firenze, 1909.
- Il mistero della camera gialla, trad. di Milena Azzolini, Collana Garzanti per tutti: romanzi famosi n.114, Milano, Garzanti, 1967.
- Il mistero della camera gialla, traduzione di Sarah Cantoni, I Classici del Giallo Mondadori n.442, Milano, Mondadori, gennaio 1984. - Collana I Maestri del Giallo, Mondadori-De Agostini, 1991; I Classici del Mistero. Junior, Mondadori, 1993, ISBN 978-88-043-7206-6; Collana Narrativa, Bagno a Ripoli, Passigli, 2010, ISBN 978-88-368-1236-3.
- Il mistero della camera gialla, Collana Il Giallo Economico Classico n.54, Roma, Newton, 1994, ISBN 978-88-798-3727-9.
- Il mistero della camera gialla, traduzione di Benedetta Marietti, Collana La nascita del Giallo n.9, Roma, Nuova Iniziativa Editoriale-L'Unità, 2002. - Collana Scrittori, Milano, Ponte alle Grazie, 2022, ISBN 978-88-333-1849-3.
- Il mistero della camera gialla, traduzione di G. Passalacqua e A. Varoni, LIT, 2015, ISBN 978-88-658-3225-7.
- Il mistero della camera gialla, traduzione di Barbara Gambaccini, Collana Highlander, Massa, Edizioni Clandestine, 2020, ISBN 978-88-659-6931-1.